# 刺花莲子草
刺花莲子草（学名：Alternanthera pungens）是苋科莲子草属的植物。分布于南美以及中国大陆的福建等地，生长于海拔800米至2,400米的地区，多生在路旁阳地，目前已由人工引种栽培。